# George Nelson (designer)
George Nelson (Hartford, 29 maggio 1908 – 5 marzo 1986) è stato un designer, grafico e architetto statunitense, insieme a Charles Eames, uno dei massimi esponenti del modernismo americano.

## Biografia
(George Nelson)

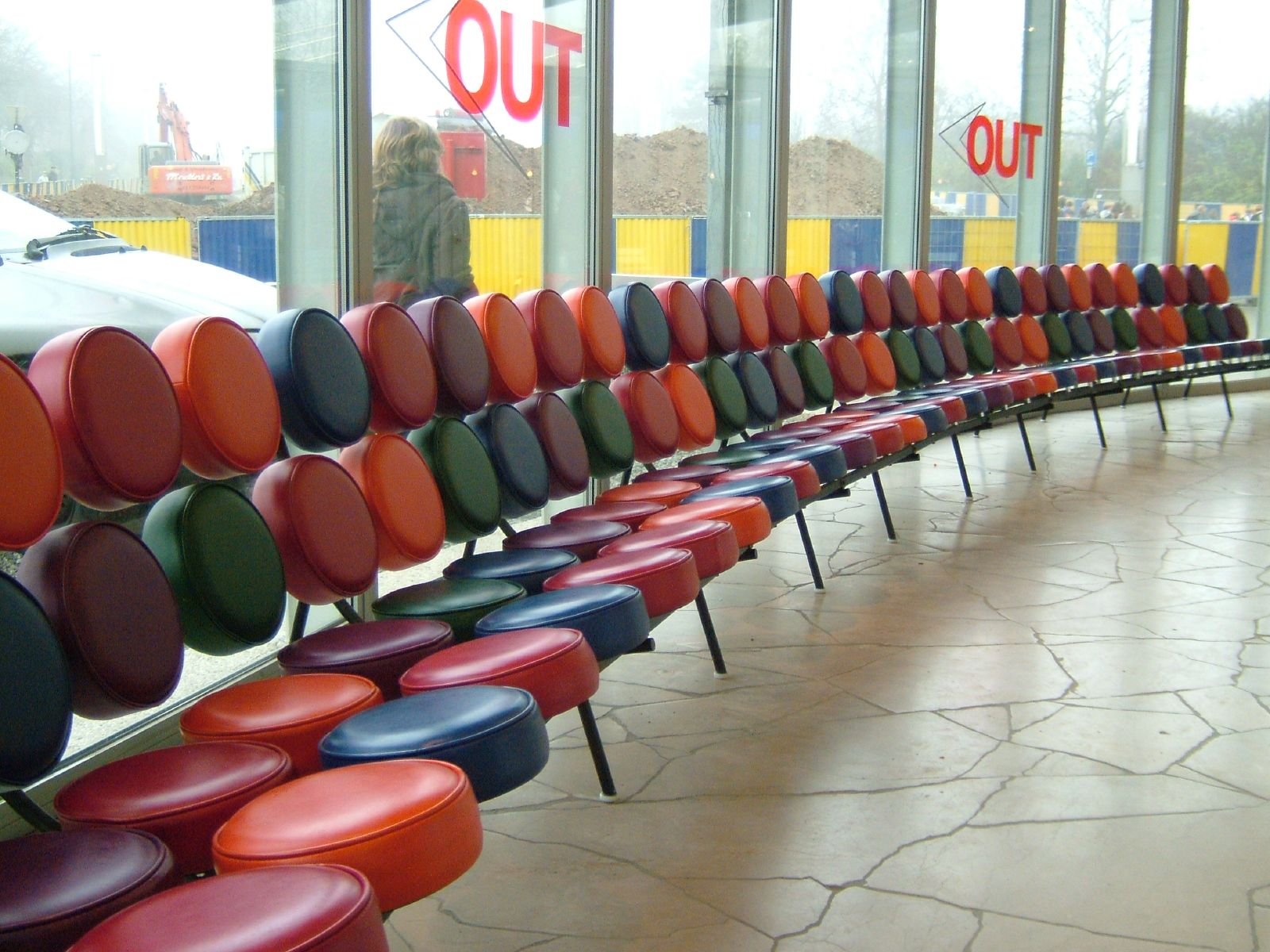
Divano Marshmallow

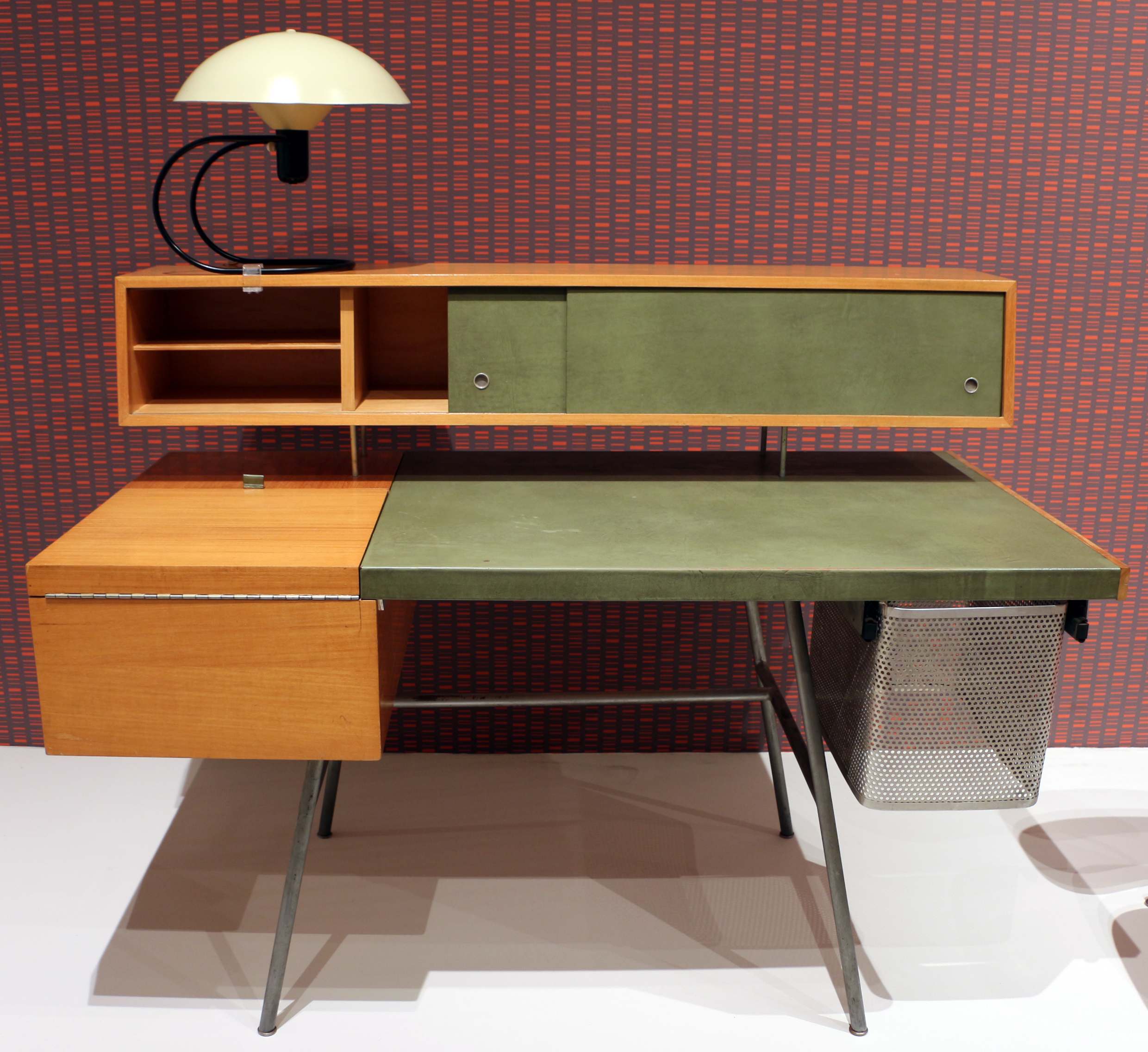
Scrivania con lampada Anywhere, 1951

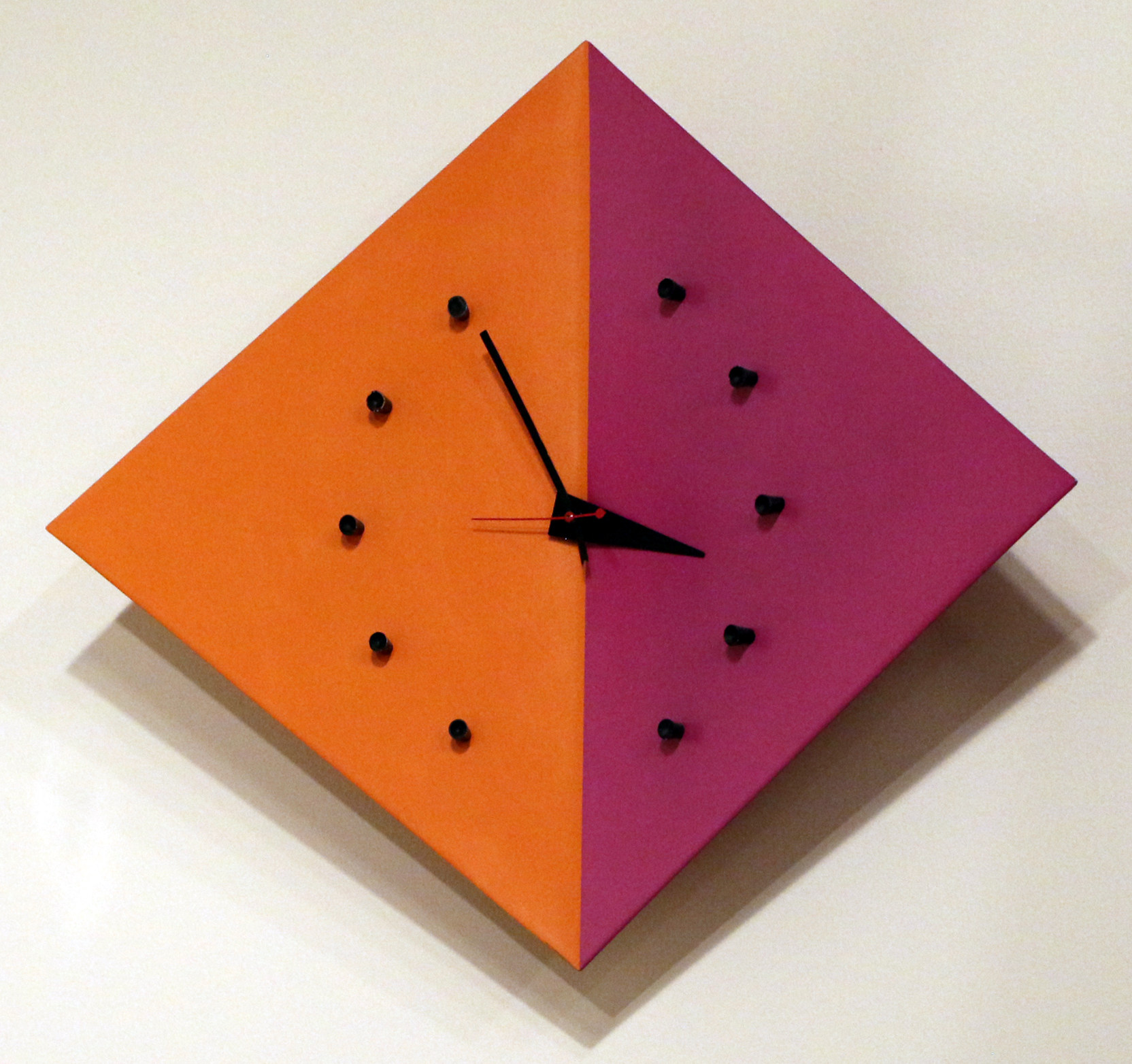
Orologio, 1953

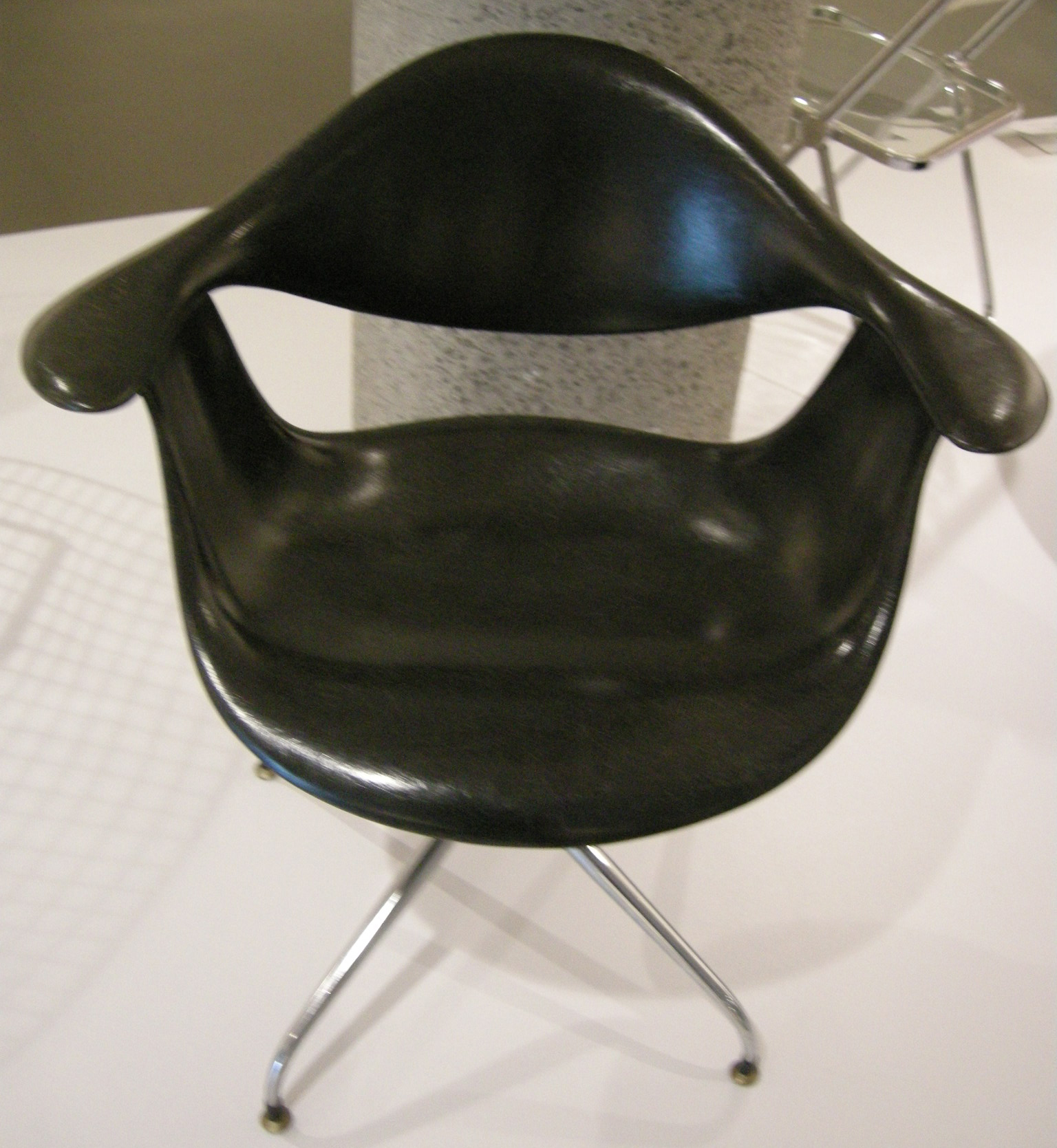
Poltrona, 1956

George Nelson nacque ad Hartford nel Connecticut, il 29 maggio 1908.
Fu insieme a Charles Eames, uno dei massimi esponenti del modernismo americano, definito come «Il creatore di cose belle e pratiche», contribuendo a trasformare con successo il product design, il graphic design e il design di interni.
George Nelson studiò architettura presso l'Università Yale, dove si è laureato nel 1928, dopo di che ottenne una laurea in belle arti nel 1931.
Un anno dopo vinse il premio Roma.
Quando venne in Europa, pur soggiornando a Roma,  viaggiò in numerosi paesi per incontrare e intervistare architetti pionieri modernisti.
Pochi anni dopo è tornato negli Stati Uniti per dedicarsi inizialmente alla scrittura e attraverso la pubblicazione dei suoi articoli e saggi, introdusse Walter Gropius, Ludwig Mies van der Rohe, Le Corbusier e Gio Ponti nell'America del Nord.
Ha difeso a volte con determinazione i principi modernisti e nel 1941 attirò l'attenzione popolare con diversi concetti innovativi.
Esordì, dal 1935, alla redazione del Architectural Forum, dopo di che il suo lavoro fu soprattutto legato alla Herman Miller, azienda per la quale progettò prodotti celebri, creato arredi per la casa e l'ufficio, oltre che curato il noto catalogo del 1941, con cui venne lanciata l'azienda.
Sotto la sua direzione del dipartimento Design, dal 1947 al 1972 vennero creati prodotti che hanno fatto scuola, grazie alla collaborazione di maestri modernisti del design come Ray e Charles Eames, Harry Bertoia, Richard Schultz, Donald Knorr, Isamu Noguchi e Marino Collecchia.
Dopo la seconda guerra mondiale, nel suo libro Casa di domani introdusse i concetti di "family room" e di "storagewall", approfonditi ed ampliati con i brillanti collaboratori.
Stabilì nuovi standard per il coinvolgimento del design in tutte le attività della società, e così facendo ha aperto la strada alla pratica della gestione dell'immagine aziendale e ai programmi di grafica,così come ideò un'immagine coordinata aziendale chiara, che andasse dalla progettazione degli arredi alla comunicazione fino all'allestimento.
Come architetto realizzò numerose residenze private. La Sherman Fairchild House (1941), con il suo preciso razionalismo, attirò un grande interesse e il suo modello di casa sperimentale (1957), con il quale si dedicò alla industrializzazione edilizia, esemplificò la sua predilezione per i materiali più adatti alle nuove regole, per la progettazione con elementi modulari, per gli edifici prefabbricati, le planimetrie flessibili, le stanze quadrate componibili.
Fu una delle voci più autorevoli sul design e sull'architettura negli Stati Uniti del XX secolo; si dedicò all'insegnamento, scrisse numerosi saggi, organizzò importanti convegni.
Tra i prodotti disegnati da George Nelson per la Herman Miller vi fu la Basic Cabinet Series, prodotta dal 1946 al 1958, oltre all'Herman Miller's Action Office, e nel 1970 il Nelson Workspaces, un originale sistema per ufficio, costituito da una serie di elementi modulari che potevano essere liberamente combinati.
Tra i suoi progetti più noti vi sono il Divano Marshmallow, la Coconut Chair, il gruppo di linee di contatto, i suoi orologi e molti altri prodotti che sono diventati punti di riferimento nel design del XX secolo.
Durante la sua carriera Nelson ha prodotto design per arredamento, costruzioni e grafica, una dozzina di libri, tra i quali Problemi di design (Problems of design, 1957) e numerosi articoli per riviste.
George Nelson morì a New York nel 1986.

## Opere
- Slat Bench a/k/a Platform Bench # (1946);
- Basic Cabinet Series # (1946);
- Divani, sedie, divani e pezzi per la camera da letto (1946);
- Bubble Lamp # (1947);
- Ball clock # (1950);
- Rosewood Group (1952);
- Executive Office Group (1952);
- Miniature Cases # (1954);
- Steel-frame Group (1954);
- Nelson End Table (e tavolino basso) # (1954);
- Sedia Flying Duck (1955);
- Coconut Chair # (1955);
- Thin Edge Cases # (1956);
- Kangaroo Chair (1956);
- Swagged-Leg (a/k/a/ Swag Leg) Group # (1958);
- Comprehensive Storage System (CSS) (1959);
- Catenary Group (1963);
- Action Office I (1964).